# Microgaster ferruginea
Microgaster ferruginea är en stekelart som beskrevs av Xu och He 2000. Microgaster ferruginea ingår i släktet Microgaster och familjen bracksteklar. Inga underarter finns listade i Catalogue of Life.